# Гатина, Дина

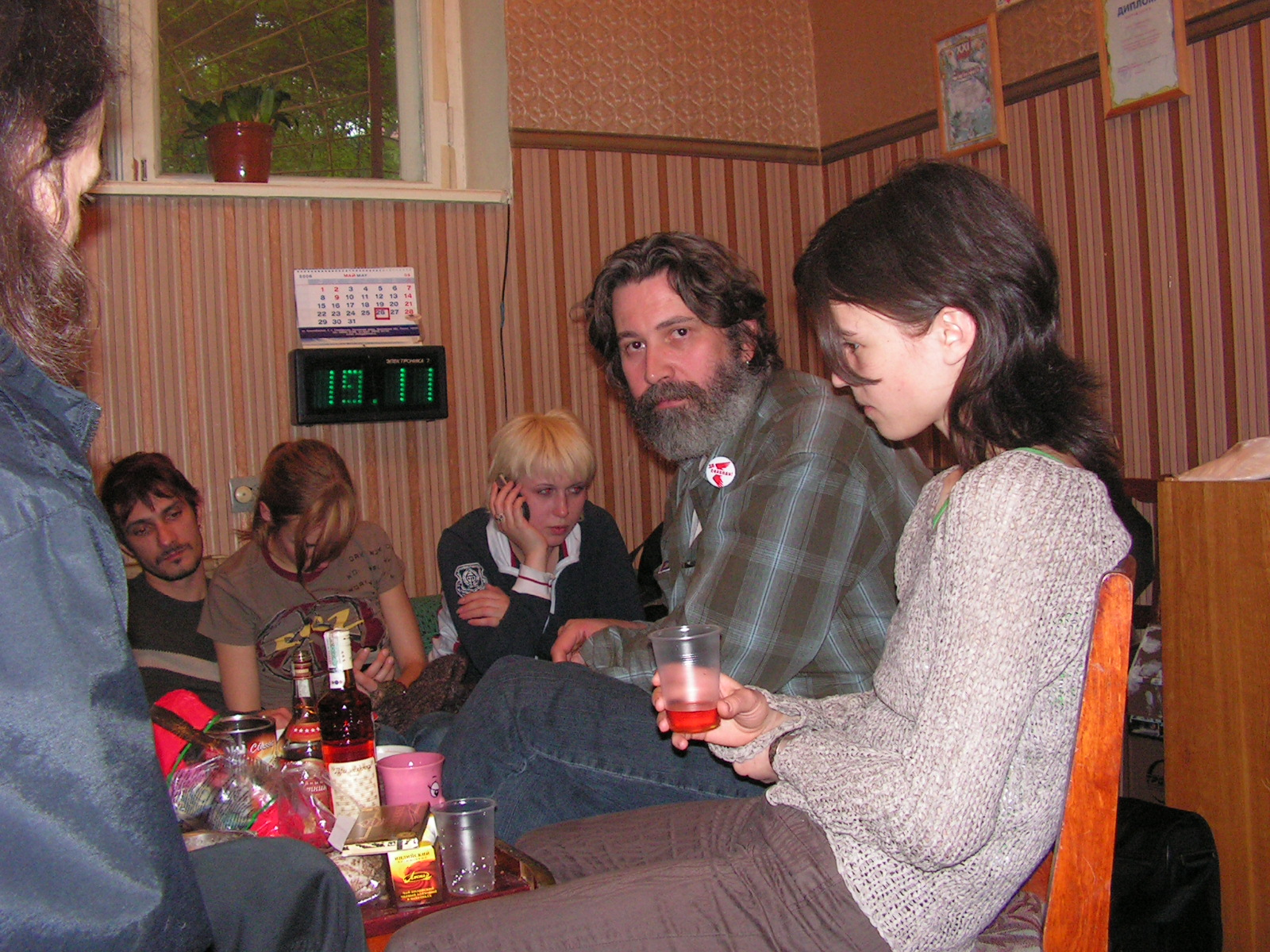
Драматург Вадим Леванов (мужчина с бородой) и Дина Гатина (крайняя справа) на фестивале Майские чтения в Тольятти в 2006 году.

Дина Гатина (род. 1981, Энгельс) — российская поэтесса и прозаик, художница. Лауреат премии «Дебют» в номинации «короткая проза» (2002).

## Биография
Родилась в 1981 в городе Энгельс Саратовской области. Училась в Саратовском художественном училище имени А. П. Боголюбова и в московском Институте проблем современного искусства. Жила в Москве и Санкт-Петербурге.
Публиковалась в журналах «Воздух» и «Новое литературное обозрение», на сайтах «Вавилон» и «Полутона». Участница различных поэтических фестивалей, входила в состав объединения «Лаборатория Поэтического Акционизма».

## Книги
- Дина Гатина. Безбашенный костлявый слон / Авторский сборник. — Новое литературное обозрение, 2012. — 144 с. — (Новая поэзия). — 1000 экз. — ISBN 978-5-86793-927-4.
- Дина Гатина. По кочкам / Авторский сборник. — АРГО-РИСК: Kolonna publications, 2005. — 104 с. — (Поколение). — 500 экз. — ISBN 5-94128-097-1.

## Награды
В 2002 году стала лауреатом премии «Дебют» в номинации «короткая проза».
В 2012 году номинирована на премию Андрея Белого, номинация «поэзия».
В 2013 году вошла в шорт-лист поэтической премии «Различие» с книгой «Безбашенный костлявый слон».